# Benfeld
Benfeld (Benfeld in tedesco) è un comune francese di 5 749 abitanti situato nel dipartimento del Basso Reno nella regione del Grand Est.
È sito in prossimità dell'antica città gallo-romana di Helvetus (Ehl), distrutta dai Vandali nel 407.
Una parte della città risale al XIV secolo.
Durante la guerra dei trent'anni, Benfeld resistette ad un assedio durato 66 giorni da parte delle truppe svedesi. Dopo la resa, il 9 novembre 1632 gli svedesi ne distrussero le fortificazioni e la occuparono fino al 1650.

## Società

### Evoluzione demografica
Abitanti censiti